# Show Off Must Go On Tour
Show Off Must Go On Tour – pierwsza trasa koncertowa Robbie’ego Williamsa; w jej trakcie odbyły się trzydzieści dwa koncerty.
1. 27 września 1997 – Woking, Anglia – Woking Leisure Centre
2. 1 października 1997 – Norwich, Anglia – The Waterfront
3. 2 października 1997 – Southampton, Anglia – Southampton Guildhall
4. 4 października 1997 – Newport, Walia – Newport Centre
5. 5 października 1997 – Wolverhampton, Anglia – Wolverhampton Civic Hall
6. 6 października 1997 – Manchester, Anglia – Manchester Academy
7. 8 października 1997 – Liverpool, Anglia – Royal Court Theatre
8. 9 października 1997 – Leeds, Anglia – Town and Country Club
9. 10 października 1997 – Glasgow, Szkocja – Barrowland Ballroom
10. 12 października 1997 – Newcastle, Anglia – Mayfaird Ballroom
11. 13 października 1997 – Nottingham, Anglia – Club Rock City
12. 14 października 1997 – Westcliff-on-Sea, Anglia – Cliffs Pavilion
13. 16 października 1997 – Londyn, Anglia – Hammersmith Palais
14. 17 października 1997 – Londyn, Anglia – Hammersmith Palais
15. 18 października 1997 – Cambridge, Anglia – Cambridge Corn Exchange
16. 20 października 1997 – Watford, Anglia – Watford Colosseum
17. 22 października 1997 – Dublin, Irlandia – Olympia Theatre
18. 7 listopada 1997 – Amsterdam, Holandia – Melkweg
19. 9 listopada 1997 – Berlin, Niemcy – Huxleys Neue Welt
20. 10 listopada 1997 – Hamburg, Niemcy – Markthalle Hamburg
21. 12 listopada 1997 – Kolonia, Niemcy – E-Werk
22. 14 listopada 1997 – Norymberga, Niemcy – Löwensaal
23. 16 listopada 1997 – Monachium, Niemcy – Incognito
24. 17 listopada 1997 – Wiedeń, Austria – Libro Music Hall
25. 18 listopada 1997 – Zurych, Szwajcaria – Więzienie w Zurychu
26. 19 listopada 1997 – Genewa, Szwajcaria – Palladium Genéve
27. 21 listopada 1997 – Florencja, Włochy – Discoteca Tenax Firenze
28. 22 listopada 1997 – Modena, Włochy – Vox Club
29. 23 listopada 1997 – Mediolan, Włochy – Rolling Stone
30. 26 listopada 1997 – Barcelona, Włochy – Sala Zeleste
31. 27 listopada 1997 – Madryt, Hiszpania – Sala Aqualung
32. 29 listopada 1997 – Frankfurt, Niemcy – Batschkapp